# KMB Jazz
KMB Jazz is een onafhankelijk Amerikaans platenlabel, dat zich richt op het uitbrengen van geïmproviseerde jazz en free jazz. Het label werd in 2006 opgericht door Eric Devin en is gevestigd in Eugene, Oregon. De platen verschijnen in kleine oplage, meestal 250 of duizend exemplaren. Onder de musici wier werk op KMB Jazz verschenen zijn de Nederlandse drummer Han Bennink (een concert met Ab Baars, Hamid Drake en Ken Vandermark), Joe Morris, Matt Lavelle en Evil Eye. 